# ゼネラル・エアクラフト ハミルカー
ゼネラル・エアクラフト ハミルカー
マーケット・ガーデン作戦中にアーネムに着陸したハミルカー
- 用途：輸送グライダー
- 製造者：ゼネラル・エアクラフト（General Aircraft Limited）
- 運用者：英国陸軍航空隊、英国空軍
- 初飛行：1942年3月27日
- 生産数：412機

ゼネラル・エアクラフト ハミルカー（General Aircraft G.A.L. 49 Hamilcar）又はハミルカー Mk Iは、第二次世界大戦中の英国の軍用グライダーである。本機はテトラークやローカストのような空挺戦車や2両のユニバーサル・キャリアなど、7トンの貨物を運ぶことができた。名称の由来は、古代カルタゴの名将ハンニバル・バルカの父で、やはり名将であったハミルカル・バルカから。

## 歴史
英国の空挺部隊は、フランス侵攻作戦中にドイツ国防軍が投入した空挺部隊に呼応して総理大臣のウィンストン・チャーチルの命令で1940年6月に編成された。空挺部隊で使用される装備が検討されているときに、軍需省で役人により空挺部隊にグライダー兵員や1941年の時点で火砲と幾種類かの戦車を含む重装備を運搬できる軍用グライダーを組み入れることが決定された。
G.A.L.49は、戦車や車両の運搬もできる大型グライダーとして航空省のX.27/40仕様で設計された。最初の試作機は1942年3月27日に初飛行し、ハミルカー Iの名称で410機製造された。
ハミルカーは木骨羽布張りの動翼を除いては全木製であり、製造はゼネラル・エアクラフト社（General Aircraft Limited）の監督の下で木工作業に熟練した様々な企業で行われた。
ハミルカーの主翼は、回転して開口する機首を通して行う車両の積載を妨げないように主翼の中央部が高翼配置になっており、同様の理由で2名の乗員は梯子を使用して胴体の上のコックピットに搭乗した。尾輪式の降着装置には空気圧式ショックアブソーバーが装着され、空気圧を抜くと貨物の積み下ろしのために機首を下げることが出来た。
ハミルカーは第二次世界大戦中の連合国軍に使用された輸送グライダーの中で最も大きく重いもので、7,000 kgの貨物か2両のテトラーク軽戦車か2両のユニバーサル・キャリアを運ぶことができた。本機は戦車を戦場に運べる英国で最初のグライダーでもあった。約410機が製造され、ノルマンディー上陸作戦で成功裏に使用された。ハミルカーを曳航できる英国の唯一の航空機は4発機のハンドレページ ハリファックスであり、ハリファックスはグライダー曳航機として広く使用された。

## Mk X
Mk X ハミルカーは1944年にX.4/44仕様で設計されたMk Iの動力付きの実験機である。この機種は、2基の965 hp ブリストル マーキュリー（Bristol Mercury） 星型エンジンとそれの制御系統、計器と燃料タンクを除けば基本的にハミルカー Mk Iと同じであった。100機が発注され、1945年2月に行われたテスト飛行で試作機が実用的であると判断された後でハミルカー Mk Iから換装されることになっていた。フル荷重時には曳航機が必要ではあったが、自力で帰還できた。
太平洋戦争に投入しようとしていたところ、僅か22機が完成した時点で日本の脅威が無くなったため契約はキャンセルされ実戦には参加しなかった。

## 運用
イギリス
- 英国陸軍
- 英国空軍

## 現存機
特徴ある胴体形状のハミルカー TK777が英国、ハンプシャーの陸軍航空博物館（Army Museum of Flying）に展示されている。状態の悪いTK718の胴体の一部がテトラーク戦車と共にボーヴィントン戦車博物館（Bovington Tank Museum）に展示されている。

## 要目
- 乗員：2名
- 搭載量：貨物7,000 kg
- 全長：20.73 m (68 ft)
- 全幅：33.53 m (110 ft)

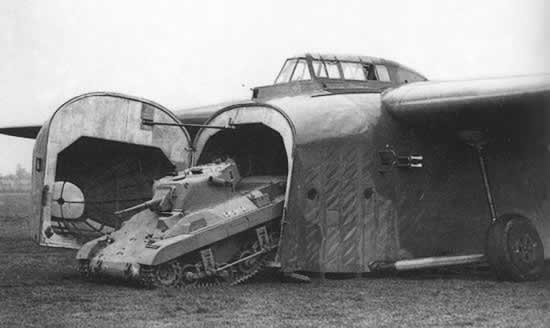
ハミルカーから自走して降りるローカスト空挺戦車

- 全高：6.17 m (20 ft 3 in)
- 翼型：RAF.34 改良
- 翼面積：153.98 m² (1,657.5 ft²)
- 翼面荷重：109.2 kg/m² (22.37 lb/ft²)
- 空虚重量：8,346 kg (18,400 lb)
- 最大離陸重量：16,329 kg (36,000 lb)
- 最大速度：240 km/h (150 mph)
- 超過禁止速度：300 km/h (187 mph)
- 失速速度：105 km/h (65 mph)